# Piper parvipedunculum
Piper parvipedunculum är en pepparväxtart som beskrevs av C. Dc.. Piper parvipedunculum ingår i släktet Piper och familjen pepparväxter. Inga underarter finns listade i Catalogue of Life.